# Confrontations (association)
Pour les articles homonymes, voir Confrontations.
 (septembre 2020).
Confrontations est une association d'intellectuels chrétiens, créée en 1977 par d'anciens membres du Centre catholique des intellectuels français (CCIF), dissous la même année.

## Histoire
Après l'implosion du CCIF et le rapprochement raté avec les Semaines sociales, certains anciens intellectuels qui avaient dirigé le CCIF, comme René Rémond et Marcel Merle décident de fonder une nouvelle association. Elle est officiellement déclarée le 21 mai 1979 sous le nom « Confrontations, société, culture et foi ».

## Publications
- Liberté, égalité, oui mais, fraternité ?, Paris, Lethielleux, 2014, 154 p.
- Hervé Legrand et Yann Raison du Cleuziou (dir.), Penser avec le genre, Paris, Artège Lethielleux, 2016, 343 p.
- Françoise Parmentier (dir.), Le care, une nouvelle approche de la sollicitude, Paris, Artège Lethielleux, 2017, 179 p.
- Françoise Parmentier (dir.), Accueillir l’étranger, le défi des migrations, Artège Lethielleux, 2018, 180 p.